# The 1
«The 1» (estilizado en minúsculas) es una canción de la cantautora estadounidense Taylor Swift, de su octavo álbum de estudio, Folklore, que se lanzó el 24 de julio de 2020 a través de Republic Records. La canción se lanzó como sencillo para la radio alemana contemporánea el 9 de octubre de 2020. Como primer tema del álbum, la canción fue escrita por Swift y Aaron Dessner, con producción de este último. «The 1» es una melodía animada y minimalista con instrumentales indie pop con infusión electrónica que exudan una bailabilidad lenta. Escrita desde la perspectiva de un amigo de Swift, la canción describe el enfoque positivo del narrador hacia la vida y el romance pasado, en un tono triste pero humorístico, utilizando numerosas frases breves.
Tras su lanzamiento, «The 1» recibió críticas positivas de los críticos, quienes elogiaron su naturaleza despojada y su lirismo ingenioso. Debutó en el número uno en la lista de Spotify de Estados Unidos con 4175 millones de reproducciones, convirtiéndose en el debut de una canción más grande de una artista femenina en la historia de la plataforma. En el Billboard Hot 100, «The 1» llegó al número cuatro, constituyendo el récord de veintiocho éxitos entre los diez primeros y dieciocho debuts en el top 10 de Swift en los EE. UU., y fue el no sencillo con el pico más alto y el más largo en Hot 100 en la historia. En otros lugares, la canción alcanzó posiciones de primer nivel, abriéndose dentro de los cinco primeros en Australia, Malasia y Singapur, y entre los diez primeros en Canadá, Irlanda, Nueva Zelanda y el Reino Unido.

## Antecedentes y lanzamiento

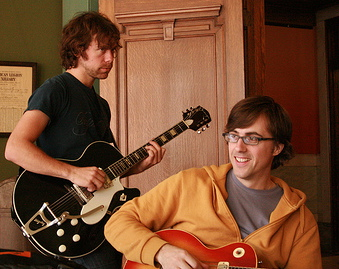
«The 1» fue producido por Aaron Dessner (izquierda) de The National, mientras que la orquestación de la canción fue proporcionada por su hermano gemelo y compañero de banda Bryce Dessner (derecha).

En una entrevista con Vulture, Aaron Dessner reveló que «The 1» era la primera canción que Swift había escrito para Folklore. Swift revisó los archivos que Dessner le había enviado y escribió la canción de una de las composiciones, en un par de horas en medio de la noche. Dessner trabajó en la música para la nota de voz que Swift envió, rastreó su voz y se la envió a Bryce Dessner en Francia, quien agregó la orquestación a la canción. Swift describió la canción como el «sujetalibros» del Folklore, junto con «Hoax», la última pista del álbum.
El 23 de julio de 2020, Swift reveló la lista de canciones de Folklore, donde «The 1» ocupó el primer lugar, y lanzó el álbum el 24 de julio de 2020. «The 1» se envió a las estaciones de radio de éxito contemporáneo alemanas como sencillo el 9 de octubre de 2020.

## Composición y letra
«The» 1 ha sido descrito como una pista bailable y lenta, y Allegra Frank de Vox lo llama un «paseo en el cielo gris por el día a día [de Swift]». La canción es impulsada por un piano «goteante», apoyado por un arreglo rebotante de percusión, acentos electrónicos y orquestaciones. Líricamente, escrito desde la perspectiva de un amigo, «The 1» ve al narrador describir su espacio mental optimista, recordando positivamente un amor pasado, confesando que desearían haber sido almas gemelas, con un sentido del humor subyacente yuxtapuesto a la tristeza. La canción está escrita en la clave de Do mayor y tiene un tempo rápido de 140 pulsaciones por minuto. El rango vocal de Swift en la canción se extiende desde G3 a C5.

## Recepción crítica
«The 1» recibió críticas positivas. Katie Moulton de Consequence of Sound señaló esto como «un ejemplo de una transgresión contra "radio" y "familiar"» que Swift expresa sobre Folklore. Laura Snapes de The Guardian describió la canción como «una reminiscencia vivaz de un amante perdido de los "locos años veinte" [de Swift]». Escribiendo para The Line of Best Fit, Eloise Bulmer declaró que su línea titular ofrece un vistazo a la «ingeniosa y desafortunada Swift». Jody Rosen de Los Angeles Times calificó la canción como una «mirada estoica a un romance fracasado», impulsado por acordes de piano y ritmos vivaces.
Roisin O'Connor de The Independent elogió la canción por su letra, caracterizada por frases ingeniosas. Courteney Larocca de Insider apodó la canción como «increíblemente sólida», elogiando la «alegre atención al ritmo» que Swift aporta a la canción, mientras pinta una historia de «el romance de quien se escapó». Craig Jenkins de Vulture pensó que la canción ve a Swift contemplando «álánguidamente», anhelando un «romance de cuentos propios o señalando algunas de las grandes canciones de amor de la historia en su escritura». Spencer Kornhaber de The Atlantic calificó a «The 1» como un «abridor de conversaciones», y lo comparó con las obras de Ed Sheeran, y agregó que la canción tiene el «olor sospechoso» de Sheeran.
Allega Frank de Vox pensó que «The 1» es una de las pocas veces en el álbum donde Swift habla claramente de sí misma. Callie Ahlgrim de Business Insider nombró a «The 1» como una de las 16 mejores canciones de 2020 en su lista de mediados de año, y la llamó una de las canciones «más identificables y conmovedoras» que Swift haya lanzado. Ahlgrim escribió que el poder de la canción radica en sus frases simples y veraces que evocan delicados momentos de inseguridad, citando la letra «Es otro día despertando sola» y «Pero éramos algo, ¿no te parece?» como ejemplos.

## Desempeño comercial
Tras el lanzamiento de Folklore, la canción alcanzó los primeros lugares en todo el mundo. En los Estados Unidos, «The 1» debutó en el número uno en la lista de Spotify de Estados Unidos con 4175 millones de reproducciones, convirtiéndose en el debut de una canción más grande de una artista femenina en la historia de la plataforma. «The 1» debutó en el número cuatro en el Billboard Hot 100, aumentando el total de éxitos del top 10 de Swift a veintiocho y los debuts del top 10 a dieciocho, acompañado por Cardigan en el número uno y Exile en el número seis en la misma semana. Esto convirtió a Swift en la primera cantante en la historia en debutar dos canciones entre los cuatro primeros y tres canciones entre los seis primeros, simultáneamente. La canción fue el no sencillo de más alto pico y más largo en las listas de Hot 100.
En Australia, «The 1» alcanzó el número cuatro en la lista de sencillos ARIA, acompañado por otras cuatro pistas de Folklore en el top 10. [18] En la lista de sencillos de RIM de Malasia, la canción fue nuevamente una de las cinco pistas de Folklore en llegar al top 10; «The 1» alcanzó en el número cinco, marcando uno de los tres primeros éxitos de Folklore en el país, siendo los otros Cardigan y Exile. En el Top 30 Singles de Singapur, «The 1» debutó en el número cinco, mientras que en las listas Canadian Hot 100, Irish Singles y New Zealand Top 40 Singles, la canción alcanzó el número siete. En Irlanda, fue una de las tres canciones de Folklore que entraron en el top 10, lo que llevó el total de éxitos irlandeses entre los diez primeros de Swift a quince. Entró en el número diez en la lista de sencillos del Reino Unido, «The 1» aumentó la cantidad de top 10 de sencillos de Swift en el país a dieciséis.
Siete semanas después del lanzamiento de Folklore, se inauguró la lista Billboard Global 200, en la que «The 1» apareció en el número 114, con fecha del 19 de septiembre de 2020.

## Créditos y personal
Créditos adaptados de Tidal.
- Taylor Swift - voz, compositora
- Aaron Dessner - productor, compositor, ingeniero de grabación, guitarra acústica, programación de batería, guitarra eléctrica, Mellotron, piano, bajo sintético, sintetizador
- Kyle Resnick - ingeniero
- Jonathan Low - ingeniero de grabación, mezclador
- Jason Treuting - percusión
- Thomas Bartlett - sintetizador
- Yuki Numata Resnick - viola, violín
- Laura Sisk - ingeniera vocal
- Randy Merrill - ingeniero de masterización

## Posicionamiento en listas
| Listas (2020)                          | Mejor posición |
| -------------------------------------- | -------------- |
| Australia (ARIA)                       | 4              |
| Brasil (Top Brasil Streaming)          | 71             |
| Canadá (Billboard Canadian Hot 100)    | 7              |
| Escocia (Official Charts Company)      | 36             |
| Estados Unidos (Billboard Hot 100)     | 4              |
| Estados Unidos (Rolling Stone Top 100) | 2              |
| Irlanda (IRMA)                         | 7              |
| Malasia (RIM)                          | 5              |
| (Billboard Global 200)                 | 114            |
| Nueva Zelanda (RMNZ)                   | 7              |
| Países Bajos (MegaCharts)              | 99             |
| Portugal (AFP)                         | 56             |
| Reino Unido (Official Charts Company)  | 10             |
| Singapur (RIAS)                        | 5              |
| Suecia (Sverigetopplistan)             | 66             |

## Historial de lanzamientos
| Región   | Fecha                | Formato                | Discográfica | Ref.   |
| -------- | -------------------- | ---------------------- | ------------ | ------ |
| Varios   | 24 de julio de 2020  | Descarga digital       | Republic     | [ 39 ] |
| Alemania | 9 de octubre de 2020 | Contemporary hit radio | Universal    | [ 2 ]  |